# Acytolepis roberi
Acytolepis roberi är en fjärilsart som beskrevs av Hans Fruhstorfer 1916. Acytolepis roberi ingår i släktet Acytolepis och familjen juvelvingar. Inga underarter finns listade i Catalogue of Life.